# Litle Notholmen
Ne doit pas être confondu avec Notholmen ou Notholmen (Kaland).
Litle Notholmen, est une île dans le landskap Sunnhordland du comté de Vestland. Elle appartient administrativement à Lindås.

## Géographie
Rocheuse et couverte d'arbres, elle s'étend sur environ 56 m de longueur pour une largeur approximative de 32 m. 